# Жердево (Новосильский район)
Же́рдево — село в составе Глубковского сельского поселения Новосильского района Орловской области России.

## Название
Название происходит возможно от фамилии владельца поселения Жердев или прозвища Жердь. А по преданию название дано от того, что в некоторых здешних заболоченных местах для прохода и проезда укладывали жерди.

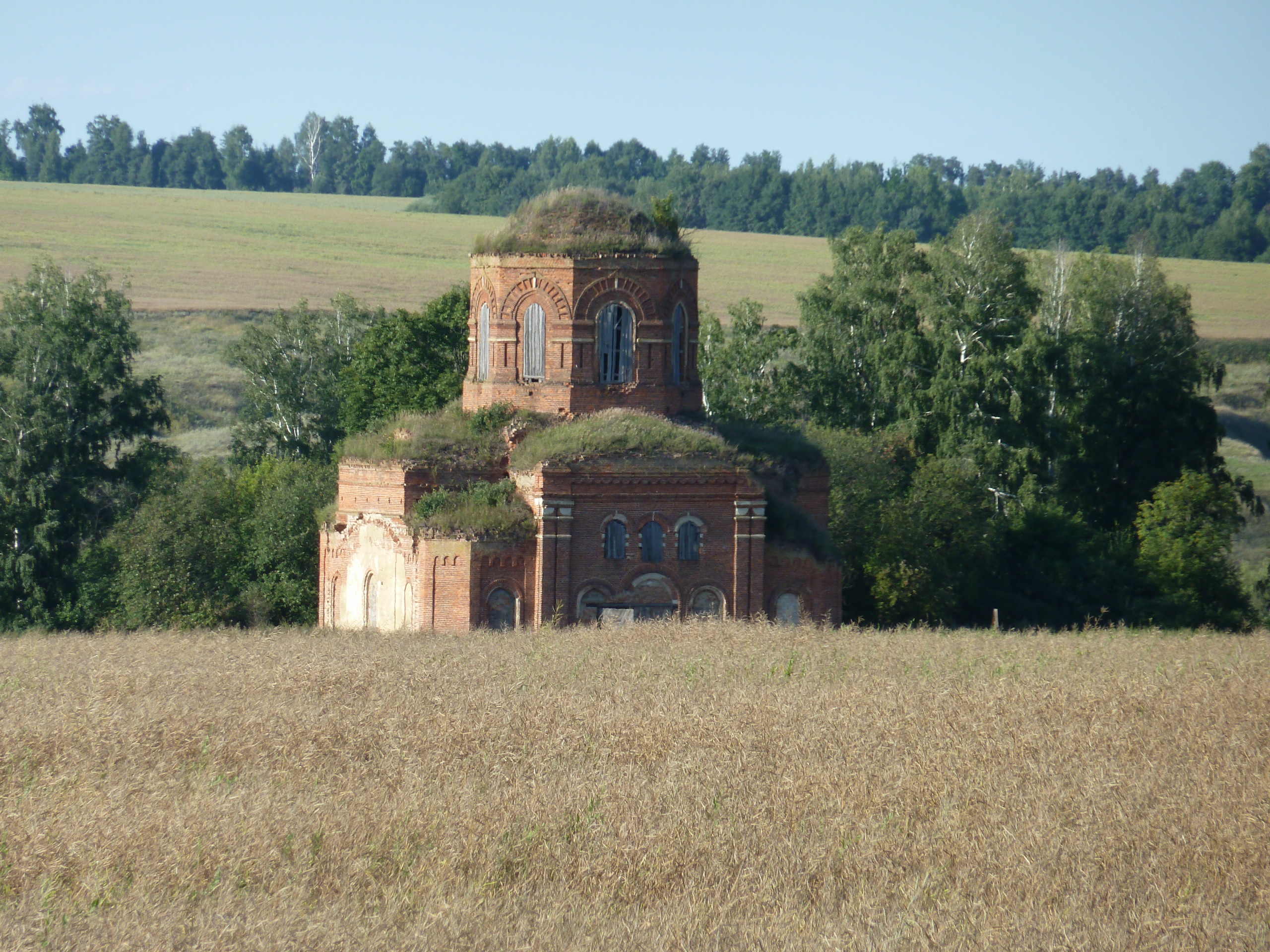
Успенская трёхпрестольная (стоит без пения)

## География
Расположено на холмистой местности на берегу реки Колпна в 18 км от райцентра и в 7 км от административного центра Чулково. Вблизи проходит автотрасса Новосиль — Мценск.

## История
Упоминается в ПКНУ (писцовой книге Новосильского уезда) за 1646 год как деревня Жердева, вотчина Семёна Воейкова. Административно входило в состав Крапивенского уезда.В 1859 году в селе насчитывалось 25 крестьянских дворов, населено помещичьими крестьянами. Приход образовался в 1772 году со времени построения деревянной церкви во имя Успения Божьей Матери помещицей Наумовой. Строительство каменного трёхпрестольного храма началось в 1891 году. Местно почитаемая икона Казанской Божьей Матери. В 1895 году приход состоял из самого села, сельца Бабонино и сельца Чулково (бывшего когда-то самостоятельным приходом). С 1883 года существовала школа грамоты. В 1915 году насчитывалось 52 крестьянских двора и была уже церковно-приходская школа.

## Население
| 1857 | 1859 | 1915 | 2010 |
| ---- | ---- | ---- | ---- |
| 360  | ↘251 | ↗330 | ↘21  |